# Yakupbey, Meriç
Yakupbey là một xã thuộc huyện Meriç, tỉnh Edirne, Thổ Nhĩ Kỳ. Dân số thời điểm năm 2011 là 190 người.